# Châteauvieux (Loir-et-Cher)
Châteauvieux település Franciaországban, Loir-et-Cher megyében. Lakosainak száma 524 fő (2022. január 1.). Châteauvieux Lye, Nouans-les-Fontaines, Orbigny, Couffy, Saint-Aignan, Seigy és Villentrois-Faverolles-en-Berry községekkel határos.

## Népesség
A település népességének változása:
| Lakosok száma | 727  | 660  | 584  | 553  | 547  | 546  | 538  | 535  | 534  | 524  |
|               | 1968 | 1982 | 1990 | 2006 | 2013 | 2015 | 2017 | 2019 | 2020 | 2022 |